# Китросская-Мейман, Инна Ильинична
И́нна Ильи́нична Китро́сская-Ме́йман (1932, Москва, СССР — 1987, Вашингтон (округ Колумбия), США) — активист отказнического движения, член группы отказников — раковых больных, автор учебников английского языка для высшей школы.

## Период до борьбы за эмиграцию
Инна Китросская-Мейман (урождённая Фуксо́н) родилась в еврейской семье в Москве. Окончила Московский институт иностранных языков, где потом работала многие годы на кафедре «Английский как второй иностранный». Там же защитила кандидатскую диссертацию по теме «Некоторые вопросы методики обучения второму иностранному языку» (1970). В результате многолетнего опыта преподавания издала два учебника на основе оригинальной методики: Английский язык как второй иностранный (начальный курс),, Современный английский язык (продвинутый этап), использовавшихся в ряде ВУЗов до изъятия по политическим причинам. Переводила книги с русского на английский и с английского на русский.

## В отказе

Похороны в Вашингтоне, фото из The Washington Times

В 1979 году ушла с работы с тем, чтобы подать документы на выезд в Израиль, в 1979 году получила отказ и включилась в борьбу за право на эмиграцию и репатриацию. Вышла замуж вторично за известного математика и борца за права человека, тоже отказника, профессора Наума Натановича Меймана в 1981 году, после чего попала в зону внимания КГБ. Ради заработка занялась преподаванием русского для иностранцев, в частности, работникам американского посольства.
В 1983 году заболела — на шее появилась опухоль. Инна включилась в новообразованную группу отказников — раковых больных. Кампания по оказанию помощи больным-отказникам постепенно стала интенсивной, в неё включились видные американские сенаторы, такие, как Гэри Харт, Пол М. Саймон и Тим Вирт, конгрессмен Джерри Сикорски. Инна принимала у себя дома много отказников, иностранцев, давала интервью иностранным СМИ. Большое участие в судьбе Инны принимал американский дипломат в Москве, будущий посол в Югославии Уоррен Зиммерман и его жена Тини.
Власти упорно противодействовали отъезду Инны, в квартире был проведён обыск, по распоряжению КГБ отключён телефон. Молодая американка-католичка Лиса Пол, на которую Инна произвела сильное впечатление, ещё когда Лиса была студенткой и работала в Москве, держала ради неё голодовку. Болезнь Инны быстро развивалась и приносила постоянные страдания.
После 3 лет борьбы и 4 хирургических операций Инне Китросской-Мейман было позволено уехать одной на лечение в начале 1987 года. Она прибыла в клинику города Джорджтаун в Вашингтоне (округ Колумбия), где и скончалась через три недели. Прибытие, смерть и похороны широко освещались главными американскими газетамии телевидением. Науму Мейману было отказано в просьбе поехать на похороны, невзирая на начавшуюся перестройку, хотя другой отказник — сын Инны от первого брака с химиком Наумом Ароновичем Китросским (1929—2009) — такое разрешение получил. Он и семь внуков Инны живут в настоящее время в Израиле. Мейман получил разрешение и выехал в Израиль в феврале 1988 года, там он прожил до своей смерти 31 марта 2001 года.
Жизненная история Инны Китросской-Мейман — драматическая страница в истории движения отказников на фоне поздних советских лет. Четверть века спустя Лиса Пол опубликовала свои мемуары, посвящённые, главным образом, Инне Мейман и истории борьбы за её выезд.

## Публикации

### Оригинальные труды

Обложка мемуаров Лизы Пол об Инне Китросской-Мейман

- И. И. Китросская, А. Д. Цигельная, В. А. Деев. Английский язык как второй иностранный (начальный курс). English French German Spanish. — М.: Высшая школа, 1976. — 450 с. — 25 000 экз.
- Китросская И. И. Современный английский язык (продвинутый этап). Modern English for advanced learners. — М.: Высшая школа, 1978. — 450 с. — 30 000 экз.Обложка мемуаров Лизы Пол об Инне Китросской-Мейман

### Переводы
- К. М. Муратова. Перевод на англ. — И. И. Китросская. Srednevekovyi Bestiarii = Средневековый бестиарий. — Moscow: Iskusstvo, 1984.
- М. В. Мартынова. Пер. на англ. И. Китросской и В. Ковалёва. Фотогр. Э. Стейнерта. Precious Stone in Russian Jewelry Art in XIIth — XVIIIth Centuries = Драгоценные камни в русском искусстве. — Moscow: Iskusstvo, 1973. — 45 с.
- Милн Л. Д., Милн М. Пер. с англ. Е. Богомоловой и И. Китросской. Чувства животных и человека. — М.: Мир, 1966. — 301 с.

### Мемуары
- Lisa C. Paul. Плавание при дневном свете: американская студентка, советская еврейка-диссидентка и дар надежды = Swimming in the Daylight: An American Student, a Soviet-Jewish Dissident, and the Gift of Hope. — Skyhorse Publishing, 2011. — 304 с. — ISBN 978-1616082031. Архивировано 28 января 2011 года. (англ.)